# Masaya Kimura
Masaya Kimura (jap. 木村 正哉, Kimura Masaya; * 27. Juli 1986 in Myōkō, Präfektur Niigata) ist ein ehemaliger japanischer Skilangläufer.

## Werdegang
Kimura gab sein internationales Debüt beim Auftakt zur Saison 2003/04 des Skilanglauf-Far-East-Cup in Otoineppu am 26. Dezember 2003. Bereits einen Tag später lief als 26. erstmals in die Punkteränge. Nach einem weiteren Start mit Top-20-Platzierungen in dieser Serie und an gleicher Stelle im Folgejahr, wurde er für die Nordischen Junioren-Skiweltmeisterschaften 2005 nominiert. In Rovaniemi erreichte er über die 10 km in der Freien Technik als Siebenter sein bestes Ergebnis. Im Dezember des gleichen Jahres erreichte er mit Rang zwei in Otoineppu erstmals das Podium im Skilanglauf-Far-East-Cup. Bei den Nordischen Junioren-Skiweltmeisterschaften 2007 im slowenischen Kranj konnte Kimura nicht an den Erfolg von Rovaniemi 2005 anknüpfen und landete nur auf hinteren Plätzen. Bestes Resultat war zum Abschluss ein 15. Platz im Verfolgungsrennen.
Am 18. März 2006 gab Kimura in Sapporo sein Debüt im Skilanglauf-Weltcup. Im Teamsprint schied er im Halbfinale mit seinem Partner Keishin Yoshida aus und wurde am Ende 18. und Letzter. Im Skiathlon am Folgetag lief er der Weltspitze ebenso hinterher, so dass er auch weiterhin keinen festen Platz im Weltcup-Kader bekam. Im Dezember 2006 startete er in Otoineppu wieder im Far East Cup und lief dabei auf die Plätze zehn und elf. Bei der Winter-Universiade 2007 von Turin, deren Langlaufwettbewerbe in Pragelato ausgetragen wurden, lief er nach Platz 17 über 10 km auf den 15. Platz in der Verfolgung. Im November 2007 kam Kimura in Beitostølen erstmals im Rahmen der japanischen Staffel bei einem Weltcup-Rennen zum Einsatz. Mit mehr als acht Minuten Rückstand lief die Staffel Japan II jedoch nur als 18. und damit Vorletzter ins Ziel.
Zum Beginn des Winters 2007/08 gelang Kimura in Otoineppu erneut ein zweiter Platz im Far East Cup. Auch im Dezember 2008 gelang ihm dies nach einigen Ausflügen im Weltcup oder anderen FIS-Rennen auf der Welt. Bei der Winter-Universiade 2009 in Yabuli zeigte er eine deutliche Leistungssteigerung und gewann nach guten Leistungen in den Einzelrennen mit der Staffel die Silbermedaille. Jedoch konnte Kimura diesen Erfolg nicht in seine Starts im Weltcup oder im Far East Cup mitnehmen. Meist landete er nur auf hinteren Plätzen. Im Dezember 2010 konnte Kimura das Saison-Auftakt-Rennen in Otoineppu gewinnen und sicherte sich damit seinen ersten Sieg im Rahmen des Far East Cups. Bei den folgenden Winter-Asienspielen 2011 in Almaty gewann Kimura Silber mit der Staffel sowie im Teamsprint. Nach diesen guten Leistungen erhielt er einen Startplatz bei den Nordischen Skiweltmeisterschaften 2011 in Oslo. Nach einem enttäuschenden 63. Platz in der 30-km-Verfolgung erreichte er gemeinsam mit Kōhei Shimizu, Keishin Yoshida und Nobu Naruse den sechsten Platz im Staffelrennen. Das abschließende 50-km-Rennen musste er vorzeitig beenden und kam nicht ins Ziel. Nach der Weltmeisterschaft startete Kimura beim Austria Cup 2012 in Seefeld in Tirol über beide 10-km-Distanzen. In der freien Technik wurde er Siebenter.
Am 3. März 2012 kam Kimura in Lahti beim Skiathlon erneut im Weltcup zum Einsatz wurde aber überrundet. Im August 2012 startete er für vier Rennen im Australia/New Zealand Cup, wobei er im ersten Rennen im Massenstart über 15 km auf Anhieb als Dritter das Podium erreichte. Auch im vierten Rennen lief er als Dritter durchs Ziel und stand zum zweiten Mal auf dem Podium. Kimura verblieb auch in der Folge jedoch weiter im Kader für den Far East Cup. Nur selten kam er in Europa bei FIS-Rennen zum Einsatz. Bei den Japanischen Meisterschaften 2014 in Hakuba sicherte er sich Bronze in der Verfolgung.

## Platzierungen im Weltcup

### Weltcup-Statistik
Die Tabelle zeigt die erreichten Platzierungen im Einzelnen.
- 1.–3. Platz: Anzahl der Podiumsplatzierungen
- Top 10: Anzahl der Platzierungen unter den ersten zehn
- Punkteränge: Anzahl der Platzierungen innerhalb der Punkteränge
- Starts: Anzahl gelaufener Rennen in der jeweiligen Disziplin
- Hinweis: Bei den Distanzrennen erfolgt die Einordnung gemäß FIS.

| Platzierung         | Distanzrennen a | Distanzrennen a | Distanzrennen a | Distanzrennen a | Distanzrennen a | Skiathlon Verfolgung | Sprint | Etappen- rennen b | Gesamt | Team c | Team c  |
| Platzierung         | ≤ 5 km          | ≤ 10 km         | ≤ 15 km         | ≤ 30 km         | > 30 km         | Skiathlon Verfolgung | Sprint | Etappen- rennen b | Gesamt | Sprint | Staffel |
| ------------------- | --------------- | --------------- | --------------- | --------------- | --------------- | -------------------- | ------ | ----------------- | ------ | ------ | ------- |
| 1. Platz            |                 |                 |                 |                 |                 |                      |        |                   |        |        |         |
| 2. Platz            |                 |                 |                 |                 |                 |                      |        |                   |        |        |         |
| 3. Platz            |                 |                 |                 |                 |                 |                      |        |                   |        |        |         |
| Top 10              |                 |                 |                 |                 |                 |                      |        |                   |        |        |         |
| Punkteränge         |                 |                 |                 |                 |                 |                      |        |                   |        | 1      | 4       |
| Starts              | 1               |                 | 4               | 2               |                 | 3                    | 1      |                   | 11     | 1      | 4       |
| Stand: Karriereende |                 |                 |                 |                 |                 |                      |        |                   |        |        |         |